# Ernst Buss
Ernst Buss, född den 15 februari 1843 i kantonen Basel, död den 13 maj 1928 i Glarus,  var en schweizisk reformert missionsfrämjare.
Buss, som från 1880 var kyrkoherde i Glarus, fattade planen att söka bringa den yttre missionens utövning i överensstämmelse med vad han såg som en mindre trångbröstad kristendomsuppfattning än dittills varit fallet. Han utvecklade sina åsikter i skriften Die christliche Mission, ihre principielle Berechtigung und praktische Durchführung (1876) och stiftade 1884 i Weimar "Allgemeiner evangelisch-protestantischer Missionsverein", vars ordförande han var till 1893. År 1886 uppsatte han i förening med Arndt och Happel tidskriften "Zeitschrift für Missionskunde und Religionswissenschaft", och 1887 utgav han tillsammans med några ämbetsbröder en barnbibel. Buss var en grundlig alpkännare.